# Piton de l'Eau
Pour les articles homonymes, voir Piton (homonymie).
Le piton de l'Eau est un petit cône volcanique de l'île de La Réunion, département d'outre-mer français dans le sud-ouest de l'océan Indien.
Il est situé au cœur du massif du Piton de la Fournaise sur les pentes du territoire communal de La Plaine-des-Palmistes qui grimpent jusqu'au rempart de la Rivière de l'Est, lequel surplombe le Fond de la Rivière de l'Est. Creusé par un cratère volcanique accueillant toute l'année un lac de cratère, son sommet culmine, d'après les cartes de l'Institut national de l'information géographique et forestière, à 1 887 mètres d'altitude.